# 民族自衛組織
民族自卫组织（意指人民自卫）是一个塞尔维亚的民族主义组织，大约在1908年奥匈帝国吞并波斯尼亚和黑塞哥维那（波斯尼亚危机）后成立。当时，组织的主要目的是保护在奥匈帝国统治下的塞尔维亚族。于是，该组织进行宣传，并成立了准军事（paramilitary）部队。

## 思想

民族自卫组织徽章

塞尔维亚族从来没有组成一个统一国家，而且由经常与保加利亚和奥斯曼帝国发生争执。奥匈帝国吞并了拥有大量塞族人口的波斯尼亚和黑塞哥维纳后，该族认为有必要成立一个自卫组织，故此衍生了民族自卫组织。
1911年，组织一份名为Narodna Odbrana Izdanje Stredisnog Odbora Narodne Odbrane的文章指出六大要点：
1. 提倡、启发及强化民族情操；
2. 登记及招揽志愿者；
3. 组成志愿者单位并让他们为武装行动做好准备；
4. 收集志愿者的捐献，包括金钱与其他东西，以实现组织的目标；
5. 组织一个特别革命小组（Komitee），并为之提供装备与训练，以执行特别、独立的军事行动；
6. 而且，进行其他方面的行动，以保卫塞尔维亚人民。

组织表明并不主张挑起对奥匈帝国的憎恨。它认为争取独立与团结，建立一个统一国家是自然的事。组织的中央委员会设立于贝尔格莱德。